# Zračna luka Šahrekord
Zračna luka Šahrekord (IATA kod: CQD, ICAO kod: OIFS) smještena je pokraj grada Šahrekorda u zapadnom dijelu Irana odnosno pokrajini Čahar-Mahal i Bahtijari. Nalazi se na nadmorskoj visini od 2049 m. Zračna luka ima jednu asfaltiranu uzletno-sletnu stazu dužine 3298 m, a koristi se uglavnom za tuzemne letove. Zračni prijevoznici koji nude redovne letove u ovoj zračnoj luci uključuju Iran Air i Kish Air.

## Vanjske poveznice
- (engl.) [neaktivna poveznica]
- (engl.) DAFIF, Great Circle Mapper: CQD